# 西口正之
西口正之(にしぐち まさゆき、1959年2月 - )は、日本の技術者。秋田県立大学システム科学技術学部電子情報システム学科教授。元ソニーの研究者。学位はMaster of Science in Electrical and Computer Engineering (University of California Santa Barbara・1989年)および博士(工学)(東京工業大学・2006年)。音声符号化、オーディオ技術の開発、標準化活動、プロモーションに従事。

## 履歴

### 略歴
- 1977年 - 東京都立戸山高等学校 卒業
- 1981年 - 東京工業大学工学部電子物理工学科 卒業
- 1981年 - ソニー株式会社 入社
- 1989年 - カリフォルニア大学大学院電子工学科修士課程 修了
- 1993年 - ソニー 主任技師
- 2000年 - ソニー 主幹研究員
- 2001年 - ソニー S&Sアーキテクチャセンター統括部長
- 2006年 - 東京工業大学大学院博士後期課程修了博士(工学)取得
- 2009年 - 東京工業大学 非常勤講師
- 2015年 - ソニー 退社、秋田県立大学システム科学技術学部電子情報システム学科 教授

### 受賞歴
- 第62回 電気科学技術奨励賞及び電気科学技術奨励会会長賞 受賞(2014年11月)[1]
  - 「音声オーディオ符号化技術の開発とその標準化および実用化」

## 研究活動

### CD-I
1984年よりCD-I用オーディオ符号化方式Switched prediction filter ADPCM方式を開発。これはPlayStation、PS2、PSP、PS3、PS4の音源方式として採用され現在も使われ続けている。

### AAC
1990年よりオーディオ符号化技術としてAACのベースを開発して、後にISO/IEC MPEG-2およびMPEG-4で国際標準化され、ARIBにて地上波デジタル放送標準となった。MPEG-2 AAC は主に日本、フィリピン、中南米のデジタルTV放送の音声伝送用として ISDB-T/ISDB-S 規格で採用されている。MPEG-4 AAC は携帯電話や、デジタルオーディオプレーヤーなど多くの機器で採用されている。また、第三世代携帯電話の規格である3GPP や 3GPP2 の動画用の音声圧縮方式としても採用されている。

### HVXC
1995年より極低ビットレートの音声符号化方式HVXC(Harmonic Vector eXcitation Coding)を開発し、1999年にISO/EC MPEG-4にて国際標準化された。これは、2〜4kbpsで電話品質の音声伝送を可能とするもので、国際標準化された音声符号化方式では世界最小ビットレートを達成している。本方式は更に欧州電気通信標準化機構(ETSI)にて欧州デジタルAM放送方式の音声符号化方式としても採用された。

### その他
ATRAC、ClearAudio+などのプロモーション活動に従事した。ノイズ除去や帯域拡張などの後処理高音質化技術、バーチャル3D再生や音場シミュレーションなどのレンダリング技術の開発にも関わった。複数のビットストリームを同期再生させるための仕組みであるMPEG-4 Audio Synchronization方式の規格を提案し、2015年国際標準技術に採用された。現在に渡りICASPP査読委員も務める。

## 研究業績

### 学位論文
- 修士論文
  - "Digital Audio Compression Using Vector Quantization"[4]
- 博士論文
  - "Very low bit rate speech coding using parametric representation of speech signals"
  - 関連論文 [5][6]

### 著書
1. "The Digital Signal Processing Handbook," (edited by Vijay K Madisetti, Douglas B Williams), IEEE press, Chapter 43.4, pp.43-12〜43-15, 1998
2. "The MPEG-4 book," (Edited by Fernando Pereira and Touradj Ebrahimi), Prentice Hall, Chapter 10, pp.451-485, 2002
3. "機械工学便覧,"γ8 情報メディア機器, 7-1-1章 オーディオ・音声圧縮技術, 2005年12月
4. "ETSI ES 201 980 v3.1.1 Digital Radio Mondiale (DRM) System Specification," Chapter 5.5, pp. 33-44, August 2009
5. "ISO/IEC JTC 1/SC 29/WG 11 14496-3 Information technology - Coding of audio-visual objects - part 3: Audio (MPEG-4 Audio Standard) Fourth Edition," Subpart2: Speech coding HVXC, pp.151- 305, Sep. 2009
6. "ISO/IEC JTC 1/SC29/WG11 14496-3:2009/DAM 5, Support for Dynamic Range Control, New Levels for ALS Simple Profile, and Audio Synchronization," July 2014

### 招待講演
- "超臨場感オーディオ," 電子情報通信学会コミュニケーションクオリティ, 112(119), 53-57, 愛媛大学, 2012年7月

### 招待論文
- "広帯域オーディオ信号の高能率符号化," 電気関係学会東海支部連合大会講演論文集, pp. S-106〜S-109, 静岡, 1989年10月
- "Harmonic Vector Excitation Coding 方式による低ビットレート音声符号化," 日本音響学会講演論文集, 1-2-4, 1997年9月
- "MPEG-4 Speech coding," Proc. of Audio Engineering Society 17th International Conference, pp.139-146 Sep. 1999

### 学会発表
- 音声・オーディオ符号化に関する国内外での学会発表が多数ある。

### 教育活動
- 2009年東京工業大学非常勤講師として"音声符号化技術と国際標準化"の講義を行った。

## 特許出願
日、米、欧などに100件以上の登録特許を保有。
代表的な特許
1. 米国特許 第6975732号 オーディオ信号再生装置
  - 人の聴覚心理を利用したオーディオ符号化によって圧縮されたビットストリームを、半導体メモリに録音したものを復号してヘッドフォン再生する携帯オーディオプレーヤをクレームしている。デジタルオーディオプレーヤーやスマートフォン、音楽再生機能を有する携帯電話のほぼ全てが本特許技術を使用していると思われる[要出典]。
2. 米国特許 第RE36559号 ディジタル信号符号化装置
  - この発明は、デジタルオーディオ信号の符号化に関するもので、時間-周波数変換によって変換された周波数軸上のデータに対して、高域ほど広いバンド幅で処理ブロックを作成することを特徴としている。実際の符号化処理はこのブロック構造に基づいてスケールファクタの決定、最適なビット割り当て等を行っていくことになり、AAC、MP3等の必須技術として広く使われている。
3. 米国特許 第4797902号 ディジタル信号伝送装置
  - Switched prediction filter ADPCM方式の基本特許。16bitリニア PCMを4bit程度に圧縮する、非常に簡単で効率的なオーディオ符号化方式の特許。任天堂スーパーファミコンから、PlayStation、PlayStation 2、PlayStation Portable、PlayStation 3、PlayStation 4に至るまで利用されている。